# Gaur (rund)
De gaur (Bos gaurus) is 's werelds grootste rundersoort. De gaur komt voor in Zuid- en Zuidoost-Azië, tegenwoordig voor het grootste deel in India. Volwassen mannetjes hebben een kenmerkende rugkam en vaak een keelflap. Hoewel gaurs veel soorten blad eten, is het voornamelijk een grazer. Behalve oudere mannetjes worden alle andere gaurs bijna altijd in kuddes aangetroffen. Deze soort is geclassificeerd als een kwetsbare soort en in 2011-2012 vonden de eerste herintroducties van gaurs plaats in centraal India. De kleinere gayal (Bos frontalis) is een gedomesticeerde gaur, en wordt gehouden voor het vlees en als lastdier.

## Beschrijving

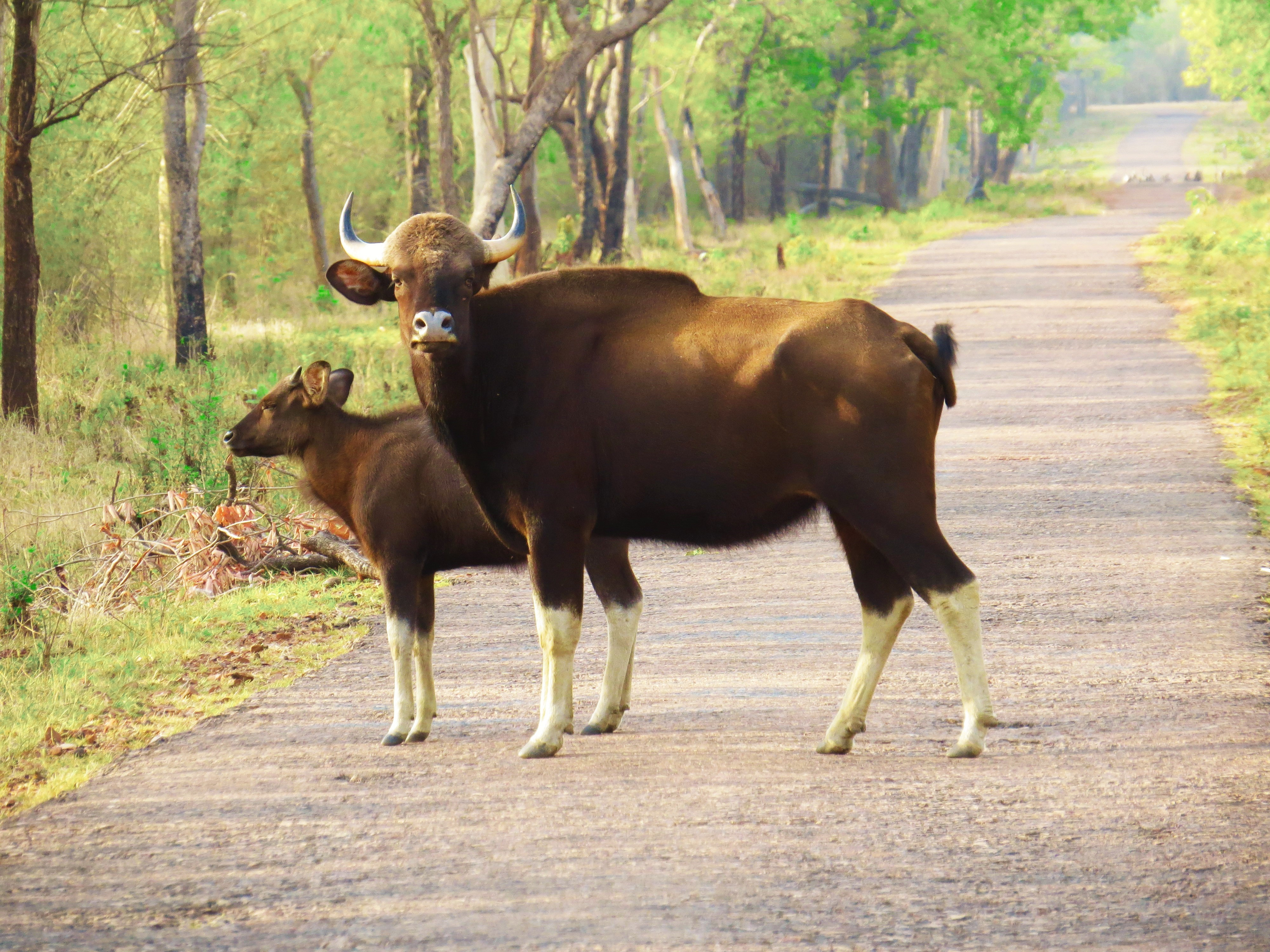
koe met jong

Jonge kalveren (0-2 maanden) hebben een licht oranjebruine vacht en geen witte onderpoten. Deze witte "kousen" ontwikkelen zich bij beide geslachten vanaf de leeftijd van 3 maanden op alle 4 de poten en beginnend net boven de knie. Stieren groeien snel en kunnen uiteindelijk een gewicht bereiken van meer dan 900 kg. Langzaamaan wordt de vacht steeds zwarter. Volwassen mannetjes ouder dan ongeveer 5 jaar worden daarom wel zwarte stieren genoemd. Koeien zijn kleiner van formaat en wegen minder dan 600 kg. Koeien hebben een bruine vacht. Beide geslachten hebben een lichtbruine zone tussen hun hoorns. De hoorns, die van onderaf aangroeien, zijn bij beide geslachten in eerste instantie zwart maar al op een leeftijd van ongeveer 1 jaar is de nieuwe aangroei hoornkleurig. Hoe groter het percentage bleek op de hoorns, hoe ouder het individu is. Hoorns van stieren zijn dikker en strekken zich eerst naar buiten uit voordat ze naar binnen buigen, zodat de hoorns van stieren verder uit elkaar staan. Vrouwelijke hoorns daarentegen strekken zich veel minder naar buiten uit en staan dus dichter bij elkaar, en hebben een spiraalvormige kromming waardoor de hoorns al vanaf een leeftijd van 2 jaar naar elkaar wijzen. Hoorns bij beide geslachten lijken door te groeien gedurende het leven van een individu, en het is niet ongewoon om oude vrouwtjes te zien met hoorns die elkaar bijna raken. Een gespierde verhoogde rugkam en halsflappen die onder de nek en kin hangen, onderscheiden volwassen stieren gemakkelijk van koeien en kalveren. Het voorhoofdsbeen en beide wandbeenderen liggen in één vlak en dat is identiek aan de situatie bij andere koeiensoorten.
Stieren wegen tussen de 590 en 940 kg en koeien variëren van 440 kg tot 700 kg. Een schedel van een stier weegt ongeveer 21 kg. De maximale schofthoogte van stieren is ongeveer 175 cm en van koeien 150 cm. De lengte van neus tot staartbasis van het lichaam van een stier meet tussen de 250 cm en 285 cm, met de staart 85 tot 90 cm. De lengte van de hoorn van een stier is 61-96 cm en de spreiding (tussen de breedste buitenste punten) is 89-134 cm. Voor mannetjes is de omtrek van de hoorns aan de basis gemeten op 43-58 cm en de lengte van de oorschelp is ongeveer 23 cm. De achterpoot is ongeveer 55 cm lang. De verhouding van de lengte van de poten tot zijn lichaamsgewicht is waarschijnlijk een van de kleinste in het dierenrijk. De ogen van een gaur zijn normaal gesproken bruin. De ogen lijken echter soms blauw onder bepaalde lichtomstandigheden vanwege de aanwezigheid van het tapetum lucidum, een membraan achter het netvlies dat ervoor zorgt dat de ogen in het donker oplichten. De gaur heeft 29 paar homologe chromosomen (2n = 58). 

### Anatomie

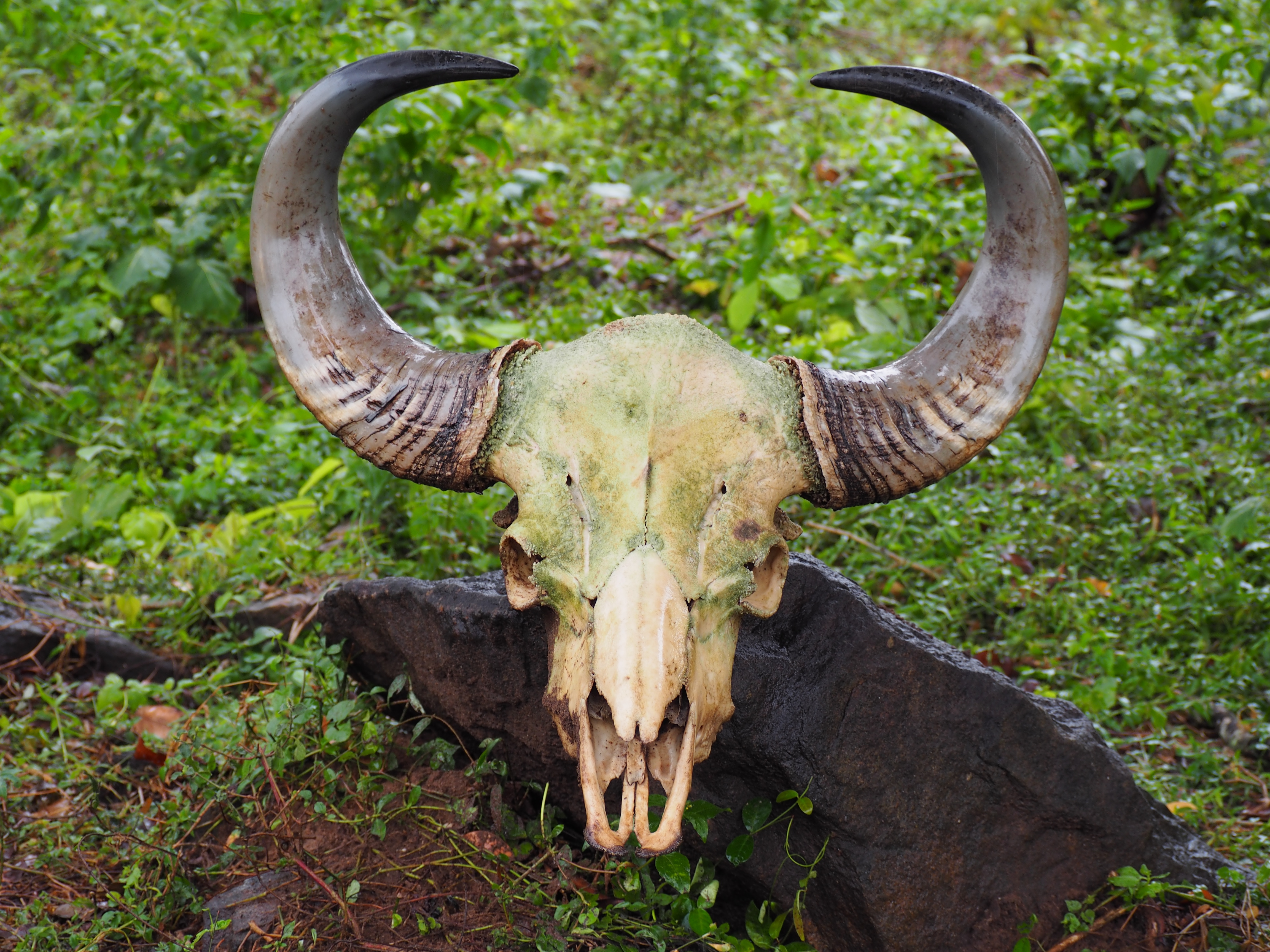
schedel

De rugkam bij de stieren wordt ondersteund door een rij botten die ontspringen nabij de wervelkolom direct achter de verbinding van elk paar ribben. Het hoogste punt van de kam bevindt zich boven de 5e en 6e rib, waarna de beenderen in hoogte afnemen en abrupt eindigen bij de laatste rib. De tandformule van de volwassen gaur is 0.0.3.34.0.3.3 × 2 = 32, dat wil zeggen geen snijtanden, geen hoektand, drie valse kiezen en drie ware kiezen in elke helft van de bovenkaak, en diezelfde elementen in de onderkaak behalve de vier snijtanden. Dit is identiek aan de elementen van het gebit van alle andere runderen. Via de huid wordt bovidinezuur of 5-(1-hydroxynonyl)-2-tetrahydrofuranpentaanzuur afgescheiden, een olieachtige chemische stof die muggen afstoot. De hartslag in rust ligt tussen de 49 en 58 slagen/minuut, en de gebruikelijke gemiddelde lichaamstemperatuur is 38 tot 39°C. De gaur is de op één na grootste herkauwer in gewicht, alleen overtroffen door de giraffe. De soort is minder afhankelijk van het zicht (ondanks dat hij 's nachts goed kan zien) en meer van reuk en gehoor om gevaar te detecteren.

### Verschillen met verwante soorten
Net als bijna alle andere in Azië inheemse wilde koe- en buffelsoorten is de gaur kort behaard, heeft 13 rug- en 6 lendenwervels. De jak verschilt van al deze soorten omdat die langbehaard is, 14 rug- en 5 lendenwervels heeft. De halsflap die onder de keel hangt en de kamvormige rugkwab onderscheiden de volwassen stieren van koeiensoorten zoals de gaur, de banteng en de nu vermoedelijk uitgestorven kouprey van waterbuffelmannetjes. Beide geslachten in alle drie deze koeiensoorten hebben witte onderpoten, en de vrouwtjes hebben voornamelijk een bruine kleur terwijl mannetjes voornamelijk zwart zijn. De banteng heeft echter een witte vlek op zijn stuit die de gaur niet heeft, en de banteng is wat kleiner dan de gaur. Volwassen mannelijke gaurs zijn verder te onderscheiden van volwassen mannelijke bantengs door hun zeer gespierde uiterlijk. De bruine vacht van vrouwelijke bantengs is een tintje lichter dan de bruine vacht van vrouwelijke gaurs.

## Taxonomie

prent uit verzameling Universiteit Amsterdam tussen 1700 en 1880

De gaur kreeg voor het eerst een geldige wetenschappelijke naam in het boek The animal kingdom, or zoological system of Sir Charles Linnaeus: Class I Mammalia dat werd uitgegeven in 1792 door de Schotse arts, schrijver en vertaler Robert Kerr. Hij noemde deze Bos bubalus guavera en verwees daarbij naar een beschrijving door Robert Knox van een wilde buffel met witte benen die gauvera werd genoemd in Ceylon. Deze beschrijving staat in An historical relation of the Island Ceylon in the East-Indies een reisverslag uitgegeven door de Royal Society in 1681. De gaur is echter een afzonderlijke soort die sterk afwijkt van de waterbuffel die de wetenschappelijke naam Bos bubalis al in 1758 van Linaeus had gekregen. In 1804 beschreef Aylmer Bourke Lambert de gayal, de gedomesticeerde vorm van de gaur, en noemde die Bos frontalis. Henry Thomas Colebrooke beschreef  de soort gebaseerd op exemplaren uit Myanmar, de divisies Chittagong en Sylhet in Bangladesh, en Uttar Pradesh in India, en noemde die Bos gavæus in 1808. Frédéric Cuvier, de jongere broer van de beroemde paleontoloog en natuurhistoricus Georges Cuvier noemde een gaur uit Sylhet in 1824 Bos sylhetanus. Charles Hamilton Smith was de eerste die de huidige wetenschappelijke naam Bos gaurus gebruikte in 1827. Als alternatieve namen gaf hij in 1827 ook nog Bos (Bison) gaurus en Bos (Bison) gavæus. Thomas Hardwicke maakte in 1828 een verschrijving van de naam van Hamilton Smith als Bos gour, maar ook een verschrijving van de naam van Colebrooke als Bos gayæus. In 1836 plaatste William Jardine de gaur in het geslacht Bison en maakte zo de combinaties Bison gaurus en Bison sylhetanus. De Britse natuuronderzoeker en medewerker van de Britse Oost-Indische Compagnie Brian Houghton Hodgson plaatste de gaur in het ondergeslacht Bibos en gaf in 1837 de namen Bos (Bibos) subhemachalus en Bos (Bibos) cavifrons. De Britse zoöloog John Edward Gray maakte in 1843 een fout in de naam en creëerde op die manier Bos gareus. In 1844 overkwam dit ook de Zweedse ornitholoog Carl Jakob Sundevall waarmee de naam Bos gaur was ontstaan. Gray maakte in 1846 een fout in de spelling van de wetenschappelijke naam van de gayal en plaatste deze in het geslacht Bibos zodat de combinatie Bibos frontatus werd geboren. In 1847 plaatste Hodgson zijn soortnaam in het geslacht Gaveus waarmee hij de nieuwe combinatie Gaveus sylhetanus maakte. Ook de gayal werd door hem in dat geslacht gezet, maar hij maakte een spelfout zodat Gaveus frontalis het daglicht zag. De Franse natuurhistoricus en illustrator François Désiré Roulin maakte een fout in de naam van Hodgson zodat de combinatie Bibos concavifrons ontstond in 1849. De Amerikaanse natuuronderzoeker Thomas Horsfield plaatste de gayal in het geslacht Gavaeus en maakte zo de combinatie Gavaeus frontalis in 1851. Bovendien onderscheidde hij datzelfde jaar exemplaren van de zuidoostelijke grens van Bengalen en Silhet die hij Bibos asseel noemde. In 1860 maakte Leopold Fitzinger de combinatie Bos frontalis domesticus, terwijl Edward Blyth de combinatie Gavæus gaurus voorstelde. Richard Lydekker maakte in 1898 de combinatie Bos (Bibos) frontalis. De Franse missionaris en zoöloog Pierre Marie Heude gaf gaurs uit het merengebied in Cambodja de wetenschappelijke naam Gauribos brachyrhinus, exemplaren uit de provincie Kracheh Gauribos mekongensis, dieren uit Laos Gauribos laosiensis, en een collectie uit de Moi bossen in Vietnam Gauribos sylvanus in 1901. Ook in 1901 noemde Heude gaurs uit de omgeving van Huế in Vietnam Uribos platyceros, andere uit diezelfde omgeving Bubalibos annamiticus, gaurs uit de omgeving van Vinh gaf hij de naam Bibos? fuscicornis en een populatie van de Cambodjaanse kust Bos? leptoceros. Tot slot gaf Heude dat jaar ook nog de namen Bibos discolor, Bibos sondaicus en Bibos longicornis zonder vermelding van het herkomstgebied. Lydekker beschreef in 1903 Bos gaurus readi uit Myanmar, en maakte in 1912 de nieuwe combinatie Bos gaurus frontalis.

### Naamgeving
Namen in talen van gebieden waar de gaur in het wild voorkomt zijn tadok in het Adi, dat wordt gesproken in Arunachal Pradesh (noordoostelijk India), peeoug in het Birmaans, kaati, kaadu kona en kaadu yemme in het Kannada, kulga en gameya, eveneens in het Kannada, maar gebruikt in het Uttara Kannada district, duddu in het Kannada gebruikt in het Udupi district, meuay in het Laotiaans, seladang in het Maleisisch, 大额牛 (Da-E-Ni) in het Mandarijn, raangawa in het Marathi, kattu pothu in het Malayalam, gauri gai in het Nepalees, kaatu maadu in het Tamil, Bò Tót in het Vietnamees, adavi dunna  in het Telugu, กระทง (krating) in het Thai en moo in het Gonds, een van de Dravidische talen uit zuidoostelijk India.

### Verwantschap
De gaur wordt gerekend tot de orde evenhoevigen, in de suborder herkauwers, familie holhoornigen, onderfamilie der runderen, de stam Bovini en het geslacht Bos.

## Ecologie
Gaurs zijn voornamelijk grazers, wat overeenkomt met de grote pens, de maagstructuur en de voedingsgewoonten van andere rundersoorten. Bladeren en scheuten van bamboe, 's werelds grootste grassoort, worden door gaurs in zijn hele verspreidingsgebied gezocht. De 3 meest voorkomende bamboesoorten in Zuid-India, Bambusa arundinacea, Dendrocalamus strictus en Oxytenanthera monostigma, worden allemaal gegeten, en in Thailand is gebleken dat B. gaurus in het natte seizoen bij voorkeur bamboescheuten eet en in het droge seizoen bamboebladeren. Hij eet echter veel meer plantensoorten dan alleen grassen. In sommige gebieden kan het aandeel bladeren van struiken en bomen in zijn dieet per seizoen verschillen, van 15% in de winter tot 40% in de zomer. Hij eet voornamelijk bladeren. Gaurs krullen hun tongen om bladeren en twijgen, trekken deze in hun mond en snijden ze af met een ruk tegen de snijtanden in de onderkaak. Gaurs eten soms fruit, bamboescheuten, boomschors, waaronder die van Adina cordifolia, teak en kasjoeboom in India en Holarrhena antidysentrica en Wendlandia notoniana in Maleisië. Het eten van schors, dat vaak in de zomer is geregistreerd, wordt verondersteld een reactie te zijn op een tekort aan voer of minerale hulpbronnen, of beide.

### Interacties met herbivoren en mensen
Er zijn geen waarnemingen dat gaurs vechten met of intolerant zijn ten opzichte van andere herbivoren. Terwijl oude stieren onverstoorbaar zijn, zijn vrouwtjes en kuddes over het algemeen schuw voor mensen en vermijden ze contact zoveel mogelijk. Er zijn echter meldingen van mensen die door gaurs worden aangevallen, en zelfs dodelijke slachtoffers door dergelijke aanvallen. Zulke incidenten vonden plaats nadat de dieren waren beschoten of gewond geraakt, onbedoeld werden verrast door mensen in bossen, nadat ze werden verwond door tijgers, en wanneer ze geschrokken waren door close-up flitsen door fotografen.

### Roofdieren

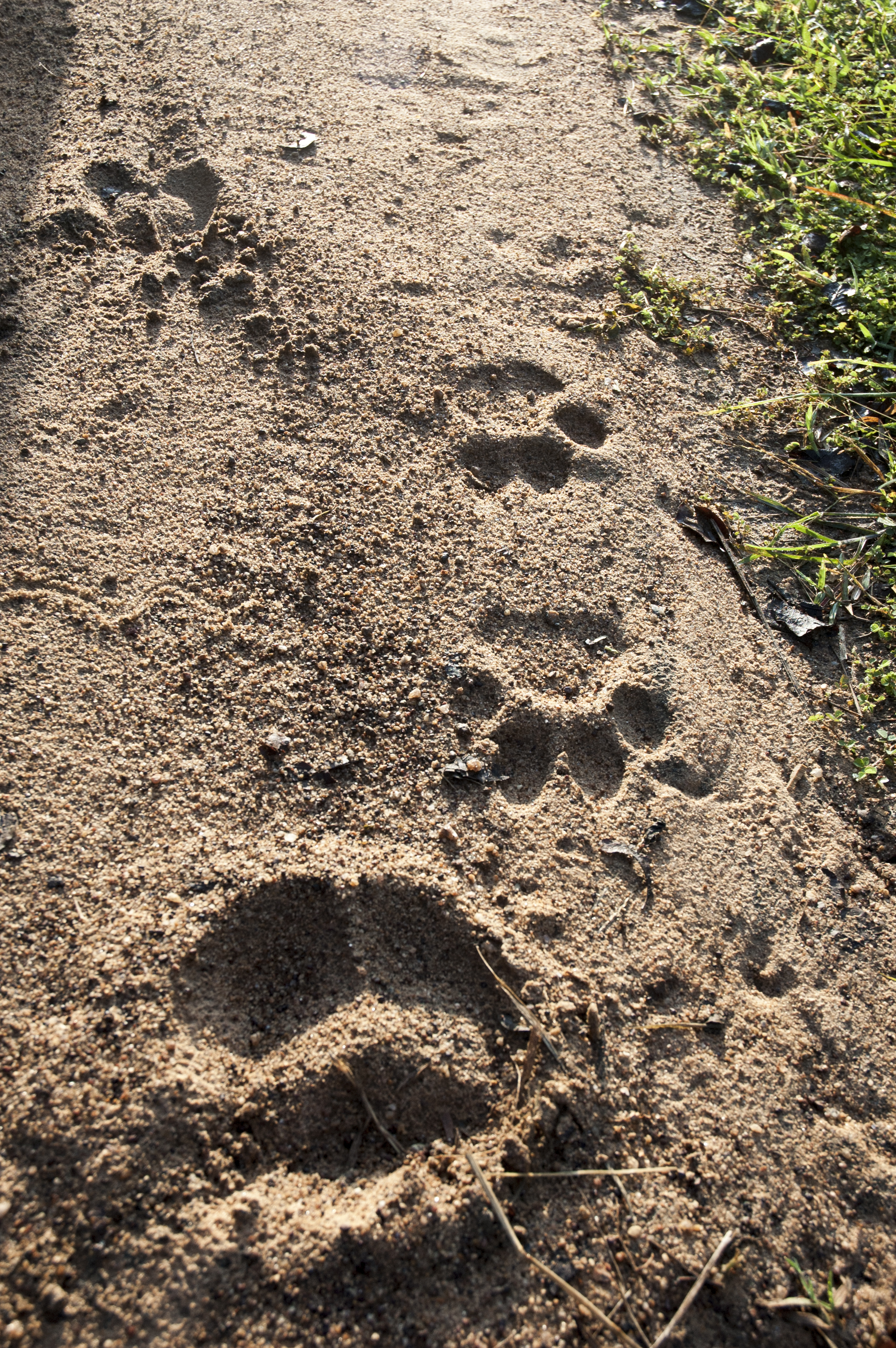
Pootafdrukken van een gaur en een tijger

Kalfjes worden belaagd door luipaarden, Aziatische wilde hond en tijgers, en volwassenen voornamelijk door tijgers. Luipaarden en tijgers doden kalveren en vrouwtjes meestal door verstikking door in hun keel te bijten. Stieren hebben echter een dikke nek en vaak een keelhuid, waardoor het moeilijk is om ze door verstikking te doden. Tijgers staan erom bekend dit te overwinnen door in de onderpoot de pezen te bijten, waardoor de stieren niet meer kunnen staan. De belangrijkste doodsoorzaak van gaurs in gebieden met een gezonde tijgerpopulatie is predatie door tijgers. Tijgerpoep wordt regelmatig gevonden bij de resten van gaurs in delen van India. Gaurs kijken in de richting van een waargenomen bedreiging met een opgeheven hoofd, opgeheven snuit en wijd uitstaande neusgaten en laten vaak korte, diepe en luide grommen en snuiven horen. Deze snuiven of grommen brengen vaak alle hoofden in de kudde omhoog. Als een kudde kalveren heeft, is bekend dat de vrouwtjes in de kudde zich verzamelen op een muskusosachtige manier, dat wil zeggen met de achterlijven naar elkaar toe en de koppen naar buiten gericht, en zijn waargenomen terwijl ze sprongen en met hun achterpoten schopten, snoven en met hun hoorns gooiden, en hun hoofd laag hielden en oprukten, soms snel in de richting van luipaarden, tijgers en andere waargenomen bedreigingen. Wanneer ze vluchten voor gevaar, wat ze vaak doen, maken ze 2 tot 8 vrij stijve sprongen, waarbij ze hun voorpoten tegelijk hard op de grond stampen om een serie duidelijke dreunen te produceren. Daarna draven ze meestal weg zonder verdere geluiden te maken, behalve de gebruikelijke commotie van een groot dier dat door het bos beweegt. Stieren zijn in staat om tijgers te doden.

## Gedrag

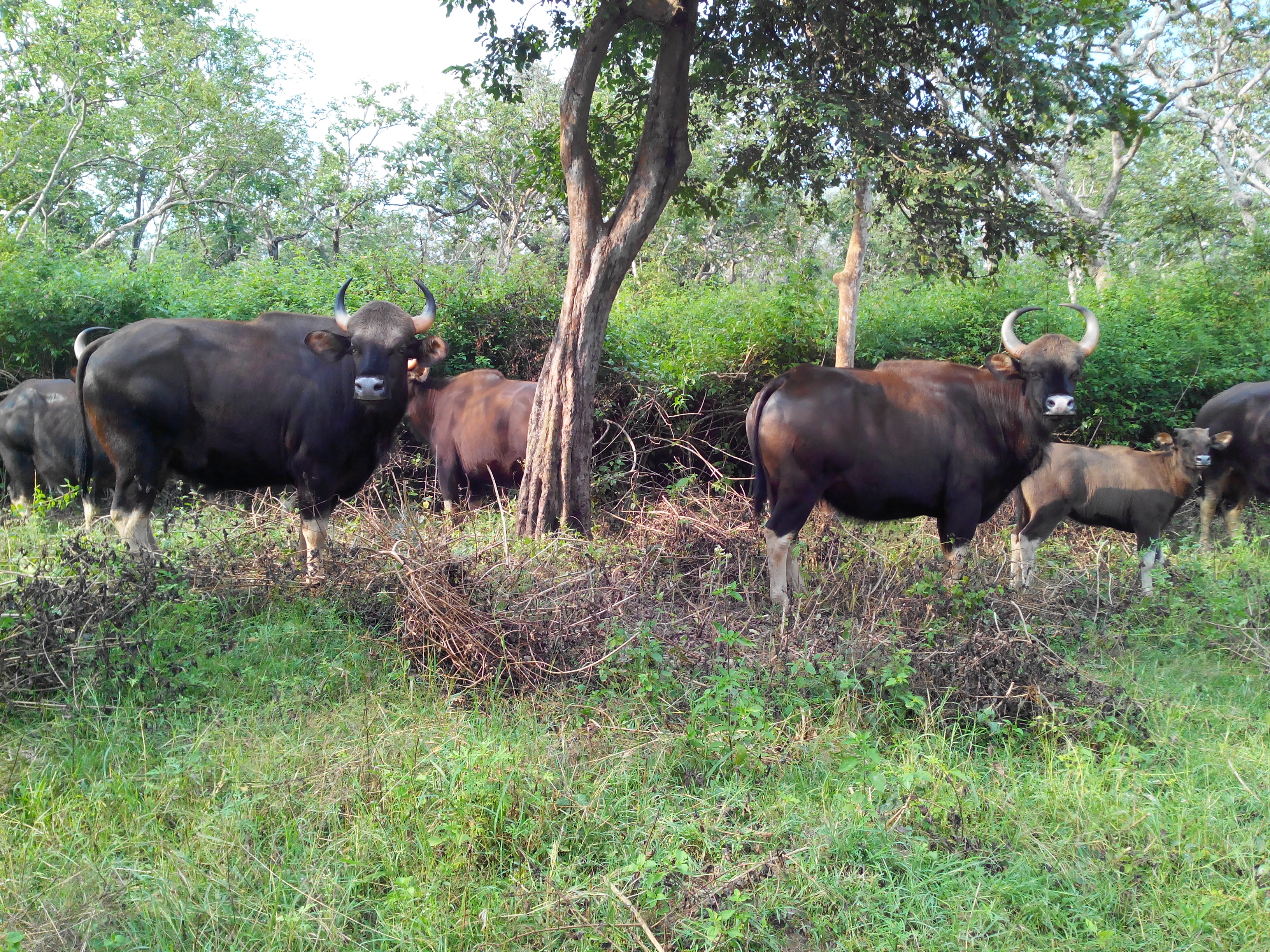
Een kudde gaurs in Nationaal Park Bandipur

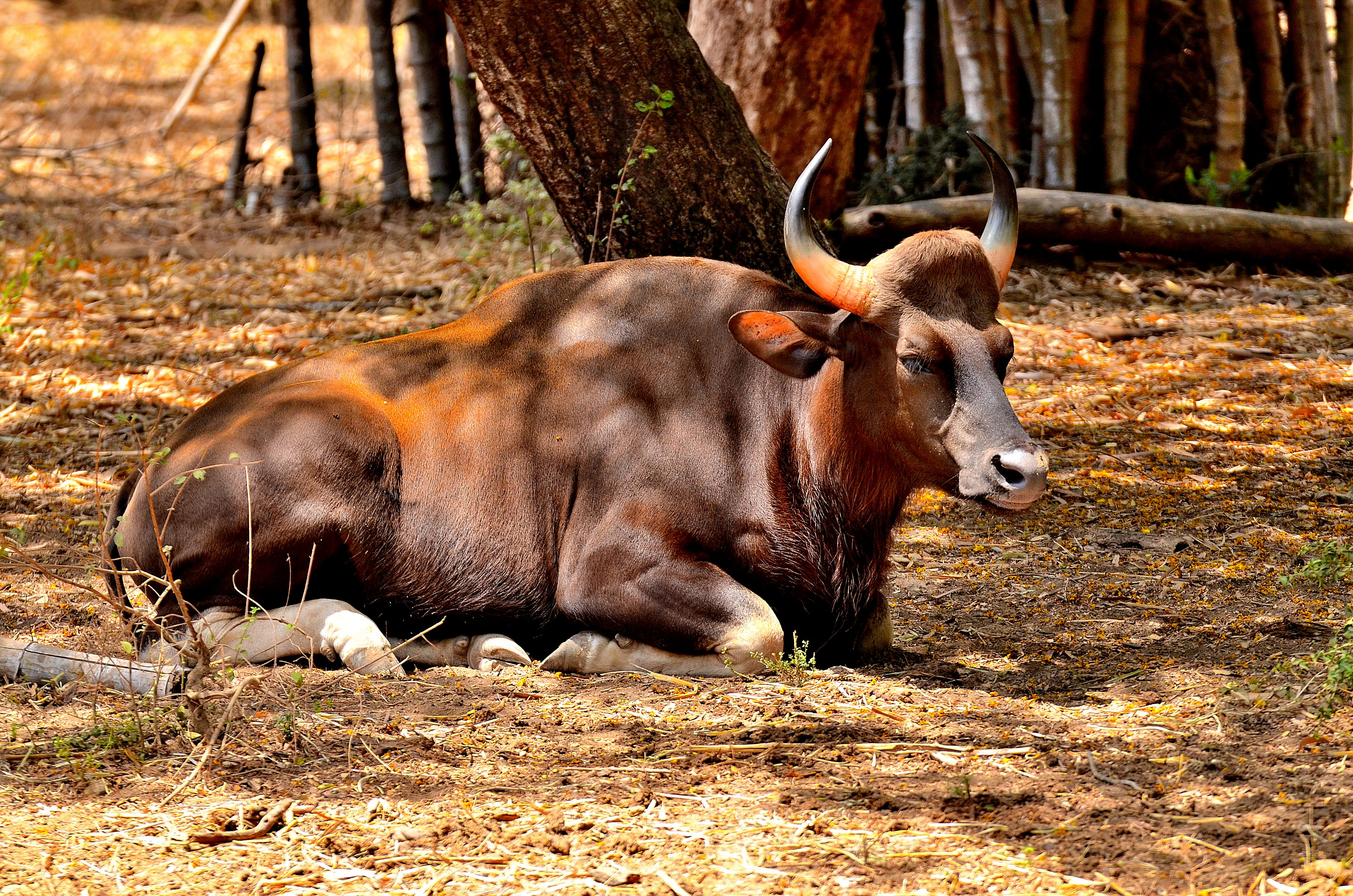
Gaurs vouwen hun poten onder het lichaam als ze gaan liggen

Koeien van alle leeftijden en stieren jonger dan 3 jaar worden bijna altijd in kuddes aangetroffen, en volwassen mannetjes worden zowel binnen kuddes als alleen aangetroffen. Kuddes met alleen volwassen mannetjes zijn ongewoon. Hoe ouder de stieren hoe vaker ze alleen lijken te zijn. Omdat solitaire stiere geen angst lijken te hebben voor de mens, en meestal ook niet voor enig ander dier, worden ze vaak gezien in gebieden met veel gaurs. Zwarte stieren zijn echter niet altijd solitair. In ongeveer 50% van de kuddes loopt minstens een zwarte stier. Oudere stieren bevinden zich waarschijnlijk slechts tijdelijk in een kudde. De gemiddelde kuddegrootte is ongeveer 6-7 dieren. Maar er zijn ook grote groepen van meer dan 50 individuen waargenomen, die waarschijnlijk bestaan uit meerdere kleinere kuddes die samenkomen, hoogstwaarschijnlijk vanwege een grote beschikbaarheid van voedsel. Net als gedomesticeerd vee verzorgen gaurs zichzelf door hun huid te likken, hun nek, kont en zijkanten tegen bomen te schuren of zichzelf te krabben met de punten van hun hoorns. Als ze liggen, vouwen ze hun poten meestal onder hun lichaam, maar af en toe liggen ze ook plat op hun zij met gestrekte poten. Gaurs liggen meestal in de schaduw van bomen en in hoog gras, waar ze moeilijk te zien zijn in de dansende schaduw van de bladeren.

### Voortplanting

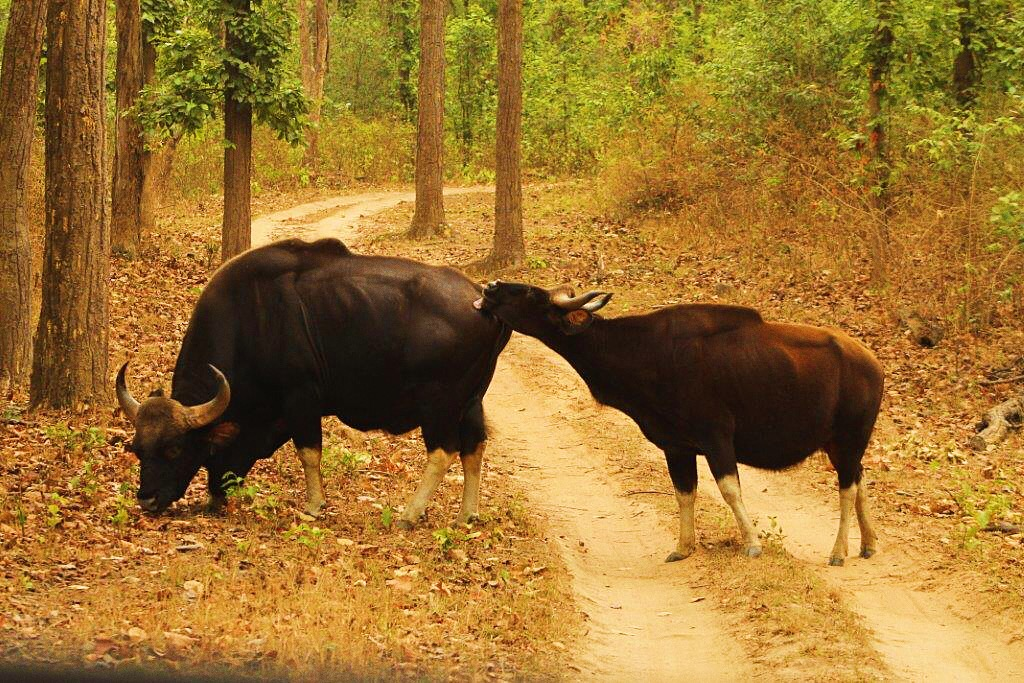
Koe likt een stier

Hoewel ongewoon, vechten mannetjes soms met elkaar. Concurrenten pronken door hun lichaam van de zijkant aan elkaar te laten zien, met hun koppen in tegenovergestelde richting, wat een methode lijkt om dominantie vast te stellen zonder in gevecht te gaan. Zulke "show-offs" kunnen meerdere minuten duren. Volwassen mannetjes dreigen ook door hun hoofden te laten zakken en naar tegenstanders toe te lopen, met hun hoorns van heen en weer te vegen, lage kreunen en grommen te maken, te snuiven, met hun hoeven op de grond te stampen en soms in cirkels rond te rennen of te lopen terwijl ze hun neergelaten hoorns door de ondergroei te vegen. De benige uitstulping op het voorhoofd tussen de hoorns van de mannetjes absorbeerde een groot deel van de schok van de kopstoten. Oudere zwarte stieren sparren niet vaak met elkaar, maar 3-5 jaar oude mannetjes sparren door elkaar met neergelaten koppen aan te kijken, hun hoorns te vergrendelen en vervolgens hun hoofden van de ene naar de andere kant te draaien. Volwassen koeien en stieren likken elkaars nek, schouders en kont, soms wel 10 minuten zonder onderbreking, en stieren likken elkaar ook wel eens. Stieren tillen hun snuit op en krullen hun lippen nadat ze de vulva van een vrouwtje hebben gelikt, of nadat ze aan de urine of ontlasting van een vrouwtje hebben gesnuffeld, een gedrag dat veel voorkomt bij hoefdieren. Er is ook waargenomen dat stieren een vrouwtje dat naar verwachting bronstig wordt, nauwlettend volgen terwijl ze beweegt en graast terwijl ze graast. Zwarte stieren maken wat vermoedelijk een bronstroep is die uniek is. Wanneer deze roep wordt gehoord, is het gebruikelijk om andere zwarte stieren te horen reageren met dezelfde roep. De zwarte stier begint de roep door zijn hoofd laag te houden en naarmate de roep vordert, heft hij zijn hoofd langzaam op en strekt zijn nek uit, waarbij hij zijn snuit omhoog richt met zijn lippen gedeeltelijk open en het wit van zijn ogen zichtbaar door de inspanning. De roep is een fluitend geluid, enigszins zoals de roep van een vogel of een kruising tussen het getoeter van een wapiti en het trompetteren van een olifant, maar melodieus en draagt ver. De roep is gedetailleerd als volgt beschreven: "een heldere, resonerende u-u-u-u-u van ongeveer één tot drie seconden lang, ofwel constant in toonhoogte of licht stijgend en dalend; deze noot kan worden gevolgd door een tweede die iets lager van toon is, door een derde die nog lager is, enzovoort, wat de indruk wekt dat iemand toonladders oefent; en soms verstrijken er wel tien seconden tussen de eerste en de laatste noot. 

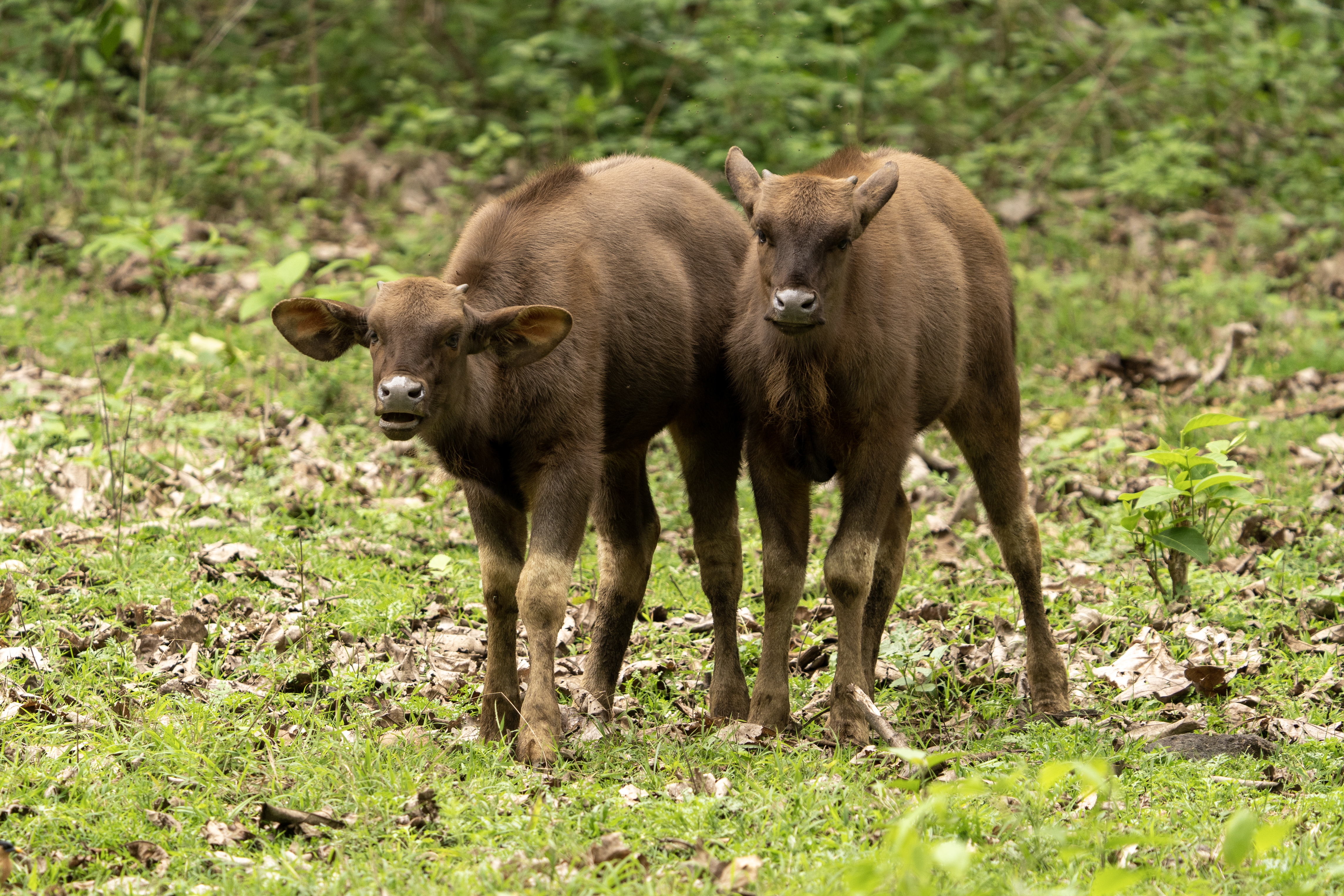
Twee kalveren voordat de onderpoten wit zijn geworden

De gaur lijkt zich het hele jaar door voort te planten en kalveren worden ook het hele jaar door geboren, op veel locaties zonder waarneembare piek. De eisprong vindt plaats met tussenpozen van 19 tot 22 dagen. Gayal-koeien blijven gemiddeld 45 dagen bronstig. De draagtijd is ongeveer 280 dagen, vergelijkbaar met die van gedomesticeerd vee. De leeftijd waarop gaur-koeien hun eerste kalf in gevangenschap krijgen, is 3 jaar, vergelijkbaar met andere rundersoorten. In gevangenschap krijgen gaurs elk jaar een kalf en een 18-jarige koe beviel zonder complicaties. Koeien krijgen één kalf. Koeien zonderen zich af van hun kudde om alleen te bevallen en blijven soms wel 4 dagen weg. Moeders likken hun kalveren meestal direct na de geboorte grondig. Kalveren jonger dan 2 maanden zijn alleen aangetroffen, roerloos liggend in het struikgewas met hun nek uitgestrekt dicht bij de grond om verborgen te blijven. Jonge kalveren van maximaal 3 maanden oud worden bijna altijd aangetroffen aan de hielen van hun moeder. Gayal-koeien in Bangladesh produceerden gemiddeld 117 dagen melk. Kalveren kunnen af en toe proberen te zogen tot een leeftijd van een jaar. Oudere kalveren tot 1,5 jaar oud worden uitsluitend in kuddes met volwassen vrouwtjes gezien. Alleen vrouwtjes staan erom bekend dat ze loeien, net als tamme runderen. Het is echter nog steeds onduidelijk of het loeien een moeder is die met haar kalf communiceert of een andere reden heeft. Koeien snuiven ook als ze bang zijn of zelf angst aan willen jagen.

## Verspreiding

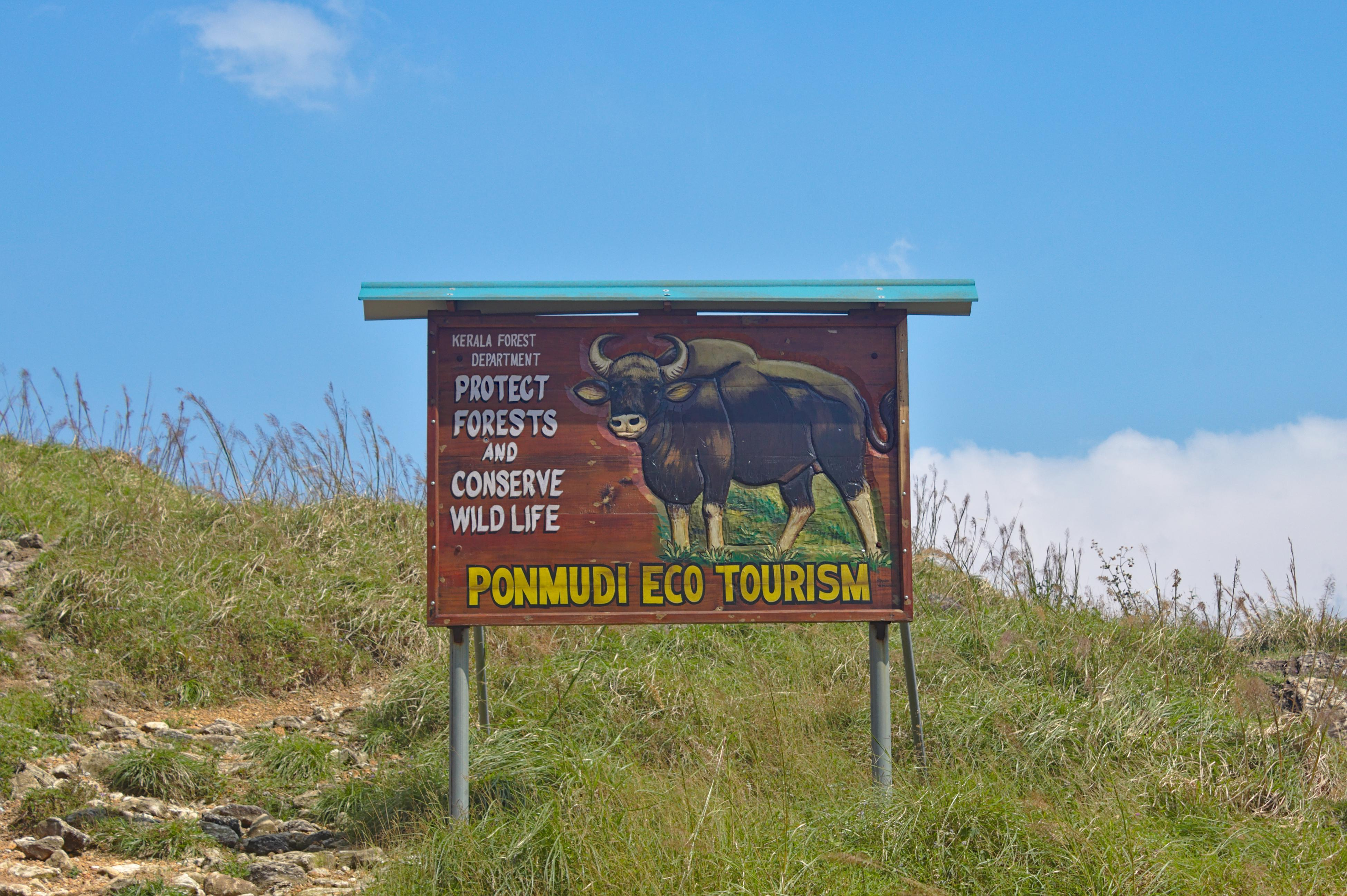
Bord om aandacht te vragen voor natuurbescherming in Kerala

De wereldwijde verspreiding van de gaur, zowel historisch als in de huidige tijd, is beperkt tot Zuid- en Zuidoost-Azië, waaronder Bangladesh, Bhutan, Cambodja, China (Yunnan en Zuid-Tibet), India, Laos, het schiereiland Maleisië, Myanmar, Nepal, Thailand en Vietnam. De soort is in de afgelopen eeuw uitgestorven in Sri Lanka. De algehele verspreiding van de gaur is met meer dan 80% gekrompen en tegenwoordig wordt de soort voornamelijk aangetroffen in beschermde gebieden. Hoewel de gaur voorkomt van zeeniveau tot een hoogte van 2.700 m, wordt hij meer op heuvels dan op vlaktes aangetroffen. Het is echter onduidelijk of er een ecologische noodzaak is of omdat bijna alle vlaktes zijn omgezet in landbouwgrond. Meer dan 80% van de wereldpopulatie van de gaur is te vinden in India, verspreid over 3 regio's: de West-Ghats, Centraal-India en Noordoost-India. De grootste populatie ter wereld, bestaande uit 3.000-5.000 dieren, is te vinden in het 5.520 km² grote Biosfeerreservaat Nilgiri in Zuid-India. Momenteel worden populaties van de gaur in de West-Ghats als veilig beschouwd. Populaties in centraal India zijn minder veilig, terwijl populaties in noordoostelijk India kwetsbaar zijn. De soort is hoogstwaarschijnlijk uitgestorven in Bangladesh na de laatste waarnemingen in de jaren 60 hoewel individuen uit India mogelijk af en toe de grens oversteken. De totale populatie van de gaur in Nepal, voornamelijk beperkt tot Chitwan National Park en Parsa Wildlife Reserve, wordt geschat op minder dan 500 individuen en als stabiel beschouwd. In Bhutan wordt de gaur blijkbaar overal in het voorgebergte aangetroffen, voornamelijk in beschermde gebieden met een paar recente waarnemingen buiten beschermde gebieden. De omvang van de resterende gaurpopulatie in Myanmar is onbekend, hoewel de soort vaker wordt gefotografeerd met cameravallen. De totale populatie in Thailand zou meer dan 1.000 individuen kunnen zijn. De vooruitzichten in Noord-Thailand zijn momenteel gunstig omdat een effectieve anti-stroperijcampagne en herbebossingsprogramma in de afgelopen decennia hebben geleid tot verschillende toenemende populaties, met name in Nationaal park Khao Yai, en de wildreservaten Huai Kha Khaeng en Thung Yai Naresuan. Bossen zijn zeer gefragmenteerd in Zuid-Thailand en er wordt aangenomen dat de gaur in deze regio grotendeels is uitgeroeid. Niettemin kan de soort nog voorkomen langs de grens met Maleisië, waar weinig mensen wonen en er meer bos resteert door een aanhoudende opstand in die regio. De populatie op het vasteland van Maleisië werd in 1994 geschat op ongeveer 500, maar het vermoeden bestaat dat deze nu met 50% is afgenomen en dat er alleen nog een levensvatbare populatie in het Nationaal park Taman Negara over is gebleven. In China is de gaur mogelijk uitgeroeid uit een groot deel van de provincie Yunnan. Hoewel de populaties in zuidoostelijk Tibet ligt waarschijnlijk onder 200. In Cambodja was de soort wijdverspreid tot de jaren 60, waarna de totale populatie van het land met bijna 90% is afgenomen. De grootste overgebleven populatie is te vinden in de provincie Mondul Kiri in oostelijk Cambodja, en recente beschermingsmaatregelen hebben de teruggang mogelijk gestopt. In Laos werd de populatie in de jaren 90 geschat op ongeveer 1.000 individuen. Sindsdien zijn echter verschillende populaties in Laos uitgeroeid en de huidige totale populatie in Laos is nu minder dan 500. In Vietnam zijn de resterende populaties ernstig in verval en zijn ze grotendeels beperkt tot het Nationaal park Cát Tiên.

## Populatietrends en bescherming
De wereldwijde gaurpopulatie werd in 2018 geschat op 13.000-30.000 dieren en zal naar verwachting met 30% af zijn genomen rond 2050. De gaur wordt door de International Union for Conservation of Nature and Natural Resources als "kwetsbaar" beschouwd. De grootste bedreigingen zijn het verlies van leefgebied, stroperij voor vlees en hoorn, en ziektes die worden opgelopen van het vee dat in hetzelfde gebied wordt gehouden. In heel Bangladesh, Cambodja, China, Laos, Maleisië, Vietnam en Thailand zijn de populaties met meer dan 70% afgenomen sinds de jaren '90. De daling in India en Nepal was aanzienlijk lager. Onlangs is door stroperij de populatie in Maleisië gedecimeerd en de vrees bestaat dat stropers hun werkterrein naar andere landen zullen verleggen. Acties in Thailand hebben onlangs aangetoond dat het mogelijk is om de daling lokaal te stoppen. In veel beschermde gebieden in Zuid-India zijn de gaurpopulaties in de afgelopen decennia toegenomen. In 1995 verliet de laatste overgebleven gaurkudde het Nationaal Park Bandhavgarh. In januari 2011 werd de soort geherïntroduceerd vanuit het Kanha Tijger Reservaat. Sindsdien groeit deze populatie gestaag.